# Un juego para Roxy
Un juego para Roxy  es el séptimo capítulo del ciclo de unitarios ficcionales del programa Historias de corazón, emitido por Telefe. Este episodio se estrenó el día 19 de febrero de 2013.

## Trama
Roxy (Sabrina Garciarena) es una estudiante de medicina de la Universidad de Buenos Aires. Ella proviene de Chubut y sus padres le proveen el dinero para el alquiler de su departamento en Buenos Aires, en el mismo comparte los gastos de alquiler y demás con Mariana (Manuela Pal), su mejor amiga. Todo marcha bien en su vida en la ciudad para Roxy, hasta que un día se entera de que sus padres no pueden proveerle más el dinero para el alquiler porque su padre fue despedido de su empleo. Esto la obliga a tomar una decisión muy difícil: buscar un trabajo de tiempo completo y dejar la facultad, o regresar a su pueblo. A raíz de esto, Mariana le propone incluirla en su trabajo de “acompañante”. Roxy en un principio se niega, pero por las circunstancias decide aceptar la propuesta.

## Elenco
- Sabrina Garciarena - Roxy
- Manuela Pal - Mariana
- Federico Amador - Guido Voggiano
- Alejo Ortiz - Luis
- Jorge García Marino - Eugenio Flax
- Armenia Martínez - Dora
- Germán De Silva - Jorge Peralta
- Paula Brasca - Lucía
- Fabrizio Villagra - Carlos

## Ficha técnica
- Autor: Marisel Lloberas
- Coordinación autoral: Esther Feldman
- Producción ejecutiva: Susana Rudny
- Dirección: Grendel Resquin